# Paes
Francisco José Paes, mais conhecido simplesmente por Paes (Conchal, 26 de março de 1936 – São Paulo, 1 de agosto de 2025) foi um futebolista brasileiro naturalizado equatoriano que jogava como volante e às vezes como zagueiro central. É considerado o jogador brasileiro que mais fez sucesso no futebol do Equador.
Um meia de extrema habilidade, com uma excelente visão de jogo, passes precisos e sempre muito leal nas jogadas, ele fez parte do famoso “Ataque Iê Iê Iê” da Lusa, ao lado de Ratinho, Levinha, Ivair e Rodrigues. O quinteto ganhou esse apelido na época da Jovem Guarda pela juventude e por jogarem por música.

## Carreira

### Portuguesa de Desportos e Seleção Paulista
Paes chegou às categorias de base da Portuguesa no início dos anos 1960. À época, ele conciliava o trabalho com a bola e, por razões financeiras, quase largou o futebol antes de se tornar profissional. No entanto, seu talento no futebol falou mais alto. Tanto que, em 1965, jogou pela seleção paulista de juniores.
Em 1966 ganhou a primeira oportunidade entre os profissionais. Paes ficou na Portuguesa até 1971, tendo disputado um total de 170 jogos, somando 68 vitórias, 45 empates e 57 derrotas. 

### Futebol equatoriano
Em 1971 foi emprestado ao Barcelona de Guayaquil, onde ficou por 14 anos e tornou-se um dos maiores ídolos da história do clube. Pelo clube, foi campeão nacional quatro vezes (1970, 71, 80 e 81).
Em 1984, transferiu-se para o Club 9 de Octubre, onde encerrou a carreira.

### Seleção Brasileira
Sob o comando do técnico Aymoré Moreira, foi convocado para a Seleção Brasileira e participou da delegação que conquistou a Copa Rio Branco em 1967.

### Seleção Equatoriana
Defendeu a Seleção do Equador de 1979 a 1981, principalmente nas eliminatórias para a Copa do Mundo de 1982. 
Jogos pela seleção do Equador
- Fonte: 11v11.com[3]

| #  | Data                   | Partida                | Torneio                                |
| -- | ---------------------- | ---------------------- | -------------------------------------- |
| 1  | 13 de Junho de 1979    | Chile 0 x 0 Equador    | Amistoso Internacional                 |
| 2  | 21 de Junho de 1979    | Equador 2 x 1 Chile    | Amistoso Internacional                 |
| 3  | 11 de Julho de 1979    | Peru 2 x 1 Equador     | Amistoso Internacional                 |
| 4  | 08 de Agosto de 1979   | Equador 2 x 1 Peru     | Amistoso Internacional                 |
| 5  | 29 de Agosto de 1979   | Equador 1 x 2 Paraguai | Copa America - Fase de Grupos          |
| 6  | 05 de Setembro de 1979 | Equador 2 x 1 Uruguai  | Copa America - Fase de Grupos          |
| 7  | 13 de Setembro de 1979 | Paraguai 2 x 0 Equador | Copa America - Fase de Grupos          |
| 8  | 17 de Setembro de 1979 | Uruguai 2 x 1 Equador  | Copa America - Fase de Grupos          |
| 9  | 17 de Maio de 1981     | Equador 1 x 0 Paraguai | Eliminatórias da Copa do Mundo de 1982 |
| 10 | 24 de Maio de 1981     | Equador 0 x 0 Chile    | Eliminatórias da Copa do Mundo de 1982 |
| 11 | 31 de Maio de 1981     | Paraguai 3 x 1 Equador | Eliminatórias da Copa do Mundo de 1982 |
| 12 | 14 de Junho de 1981    | Chile 2 x 0 Equador    | Eliminatórias da Copa do Mundo de 1982 |

### Como treinador
Após pendurar as chuteiras iniciou a carreira de técnico no equador, dirigindo o Deportivo Cuenca, e no Brasil, comandando equipes juniores da Portuguesa e os times profissionais do Santa Fé (SP) e do Olímpia (SP).

## Conquistas
Barcelona de Guayaquil
- Campeonato Equatoriano (4): 1970, 1971, 1980 e 1981

Seleção Brasileira
- Copa Rio Branco - 1967

## Morte
Paes morreu no dia 1 de agosto de 2025 aos 79 anos.